# Костянтин Генрі Фіппс

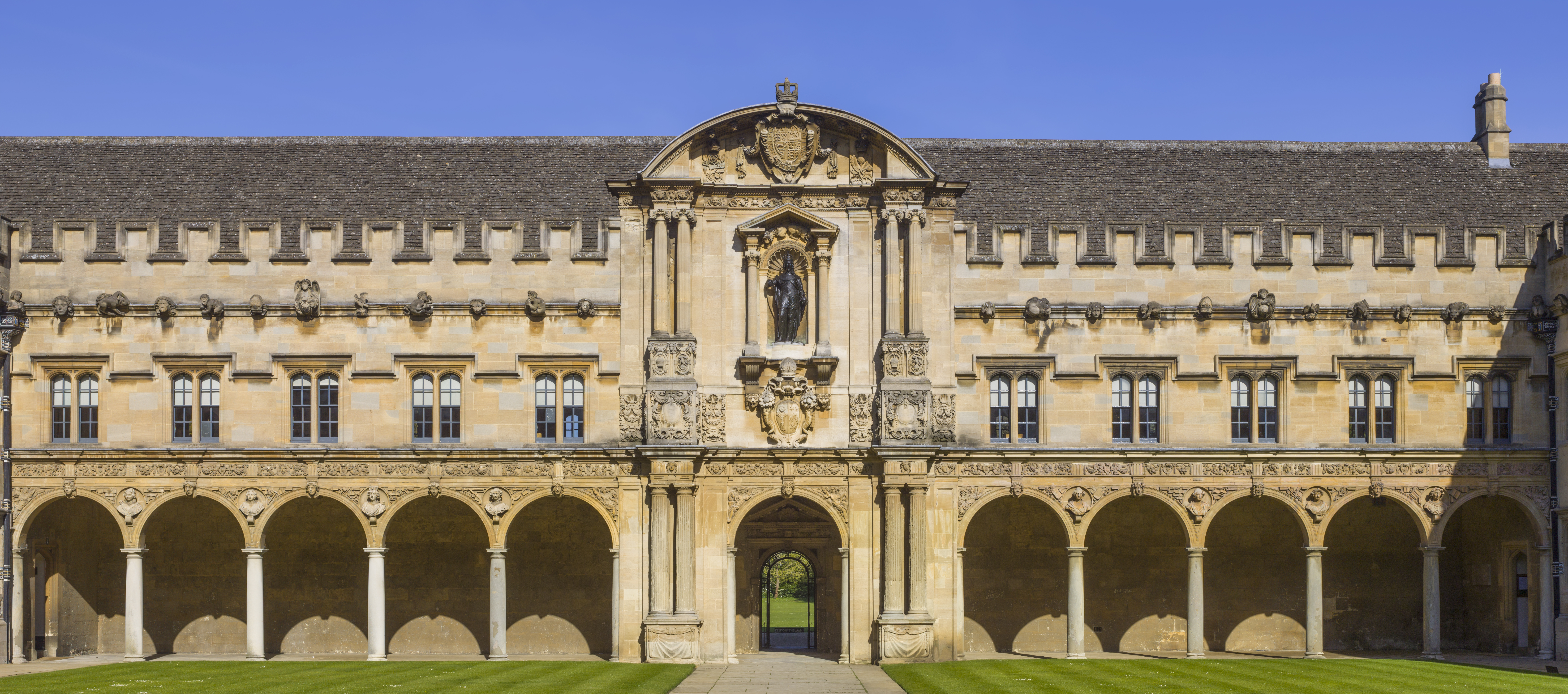
Коледж Святого Джона, Оксфорд.

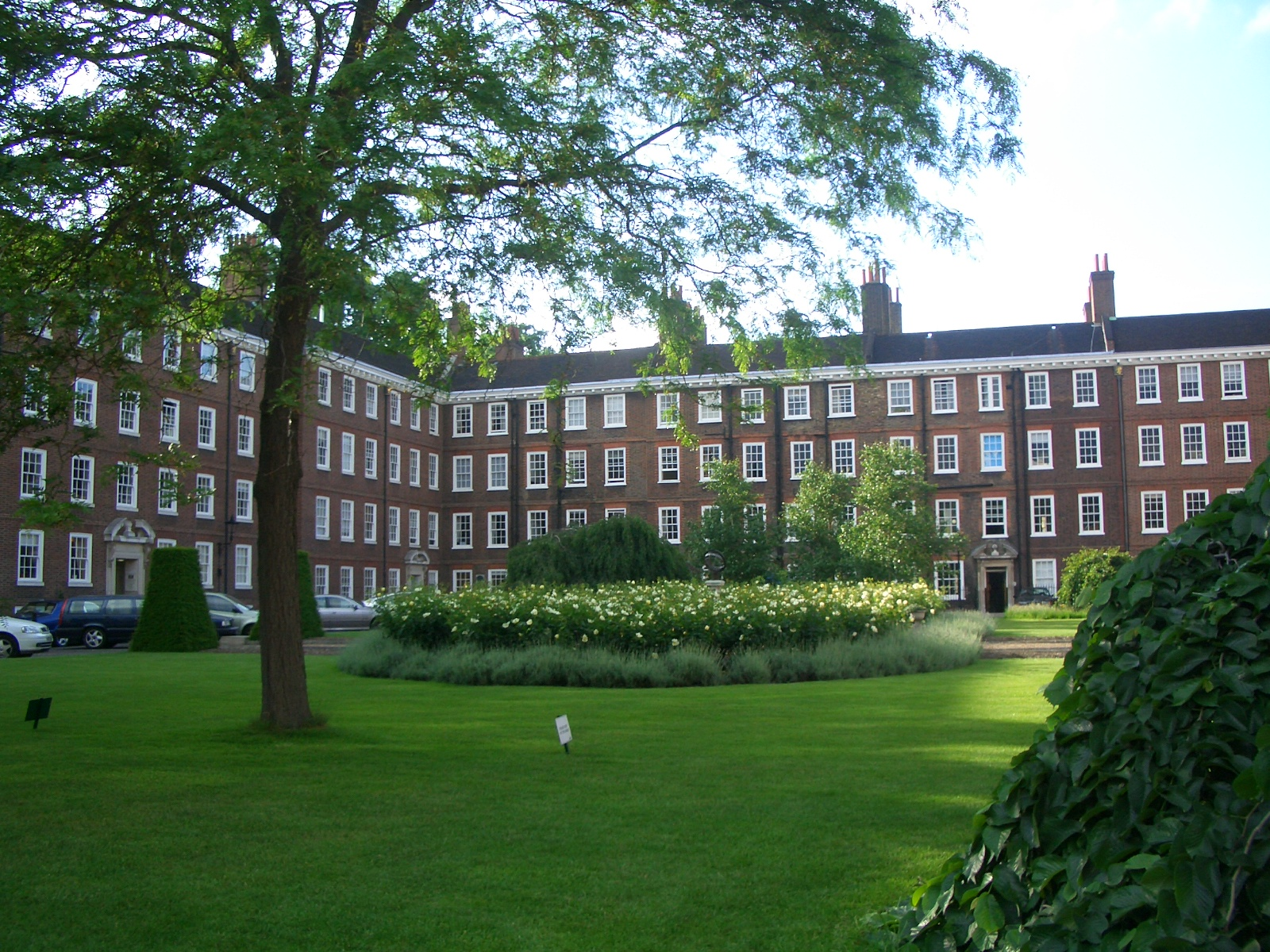
Юридична школа «Грейс Інн».

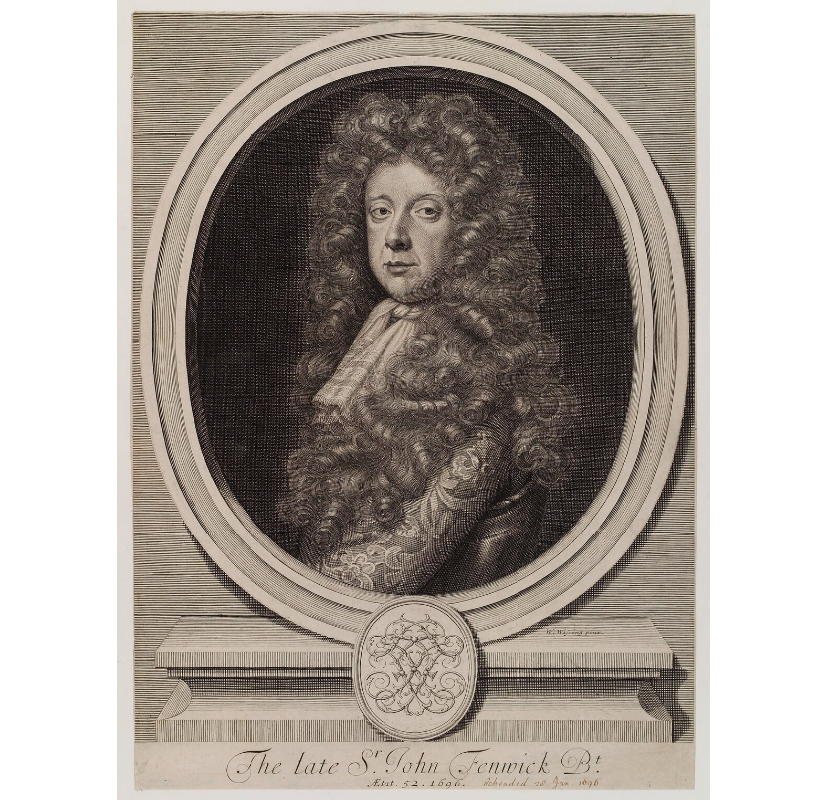
Сер Джон Фенвік (1645—1697).

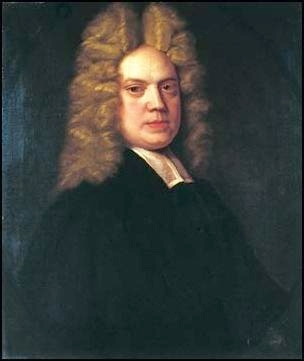
Генрі Сачеверелл (1674—1724).

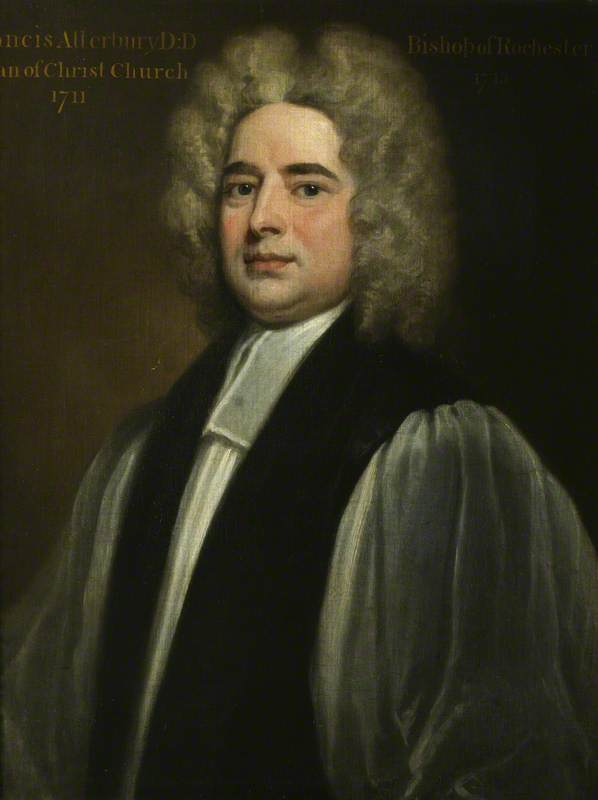
Френсіс Аттербері (1663—1732).

Сер Костянтин Генрі Фіппс (англ. Constantine Phipps, 1656—1723) — відомий ірландський юрист, політик, спікер Палати лордів парламенту Ірландії, лорд-канцлер Ірландії в 1711—1714 роках. Час його перебування на посаді був відзначений запеклою політичною боротьбою між фракціями та партіями. Він неодноразово стикався із закликами до його усунення. Його нащадки носили титули граф Малгрейв та маркіз Норманбі. Сер Вільям Фіппс, губернатор британської колонії в Америці Массачусетс у 1692—1694 роках, був його двоюрідним братом.

## Життєпис

### Ранні роки
Костянтин Генрі Фіппс народився в Редінгу (Беркшир, Англія). Він був третім сином Френсіса Фіппса та його дружини Енн Шарп. Хоча вони називали себе «шляхтою», «аристократами», його родина, здається, не мала грошей: Костянтин отримав безкоштовну освіту в місцевій читальній школі. Його дядько Джеймс поїхав до Америки, поселився в колонії на території нинішнього штату Мен, де народилися його численні діти, з яких найвідомішим є його син Вільям, майбутній губернатор колонії Массачусетс. У 1672 році Костянтин Генрі Фіппс отримав стипендію в Оксфордському коледжі Святого Джона.
Після Оксфорду Костянстин Генрі Фіппс довершив юридичну освіту в юридичній спілці «Грейс Інн» почавши навчання і практику у 1678 році та почав працювати адвокатом у 1684 році. Сучасники відзначали, що він був адвокатом талановитим. У політиці він був затятим прихильником партії торі. Його підозрювали у співчутті до якобітів, що зашкодило його кар'єрі. Його ім'я асоціювалося з політично делікатними судовими процесами: він був молодшим адвокатом захисту в обвинуваченні сера Джона Фенвіка за його участь у змові проти короля Вільгельма III Оранського у 1696 році. Саме він керував захистом Генрі Сачеверелла, якого було звільнено з посади за запальну проповідь у 1710 році. Але ці процеси принесли Костянтину Генрі Фіппсу славу прекрасного адвоката і змусили королеву Англії Анну І прихильно ставитися до нього.

### Лорд-канцлер Ірландії
У 1710 році Річард Фрімен — популярний і шанований лорд-канцлер Ірландії, помер від хвороби мозку, і Костянтина Генрі Фіппса було обрано його наступником. Він прибув до Ірландії в грудні і швидко втягнувся в політичні конфлікти, які на той час були в Ірландії. Він також був призначений лордом-суддею Ірландії разом із Річардом Інголдсбі та був ключовим членом адміністрації дублінського замку. Як переконаний торі, він прагнув «напакувати» місцеві ради політично надійними шерифами та мировими суддями. У самому Дубліні результати були катастрофічними: лорд-мером Дубліна був обраний з партії вігів сер Джон Еклз, але Корона відмовилася визнати його обрання, і протягом двох років у столиці Ірландії не було ефективної влади.
Інші дрібніші інциденти додали Костянтину Генрі Фіппсу непопулярності: хоча в його благих намірах не доводиться сумніватися, він кілька разів демонстрував вкрай невдалі політичне рішення, особливо у справі Дадлі Мура. Протягом кількох років існував звичай святкувати висадку короля Вільгельма III у Торбеї 5 листопада 1688 року виставою п'єси Ніколаса Роу «Тамерлан» у річницю висадки. Однак у 1712 році уряд наказав виключити пролог, який вважався політично підбурювальним. Коли молодий джентльмен на ім'я Дадлі Мур вийшов на сцену, щоб прочитати це, почалася бійка, і його звинуватили в масових заворушеннях. Це вразило багатьох людей як надмірну реакцію: обвинувачення запізнювалося і, здавалося, було ось-ось буде відкликано, коли Фіппс виступив із промовою в Дублінській корпорації про заворушення в місті, зокрема посилаючись на справу Мура. Малоймовірно, що він мав на меті вплинути на результат судового розгляду, але багато хто сприйняв цю промову як втручання у хід правосуддя.
Справа Дадлі Мура була протиставлена справі Едварда Ллойда, книготорговця, що опублікував книгу «Мемуари шевальє Сент-Джорджа», автора більш відомого як «Старий Самозванець» — претендента на британський трон Джеймса Френсіса Едварда Стюарта, якого підтримували католики, ірландці та шотландці. Його притягнули до відповідальності за публікацію підбурювальних матеріалів, але Костянтин Генрі Фіппс втрутився, щоб припинити провадження nolle prosequi — прохання провести судову справу. Його причини були цілком гуманними — Ллойд був відносно бідною людиною, а публікація була суто комерційним заходом без будь-яких політичних мотивів, але багато хто вважав це ще одним доказом участі Костянтина Генрі Фіппса в якобітській змові. Зусилля Фіппса з добрими намірами заборонити щорічний хресний хід навколо статуї Вільгельма III Оранського у Коледж-Грін (ще раз на тій підставі, що він був підбурювальним) посилили його непопулярність і звинуваченні в прихильності до якобітів. У 1713 році ходили помилкові чутки, що новий лорд-лейтенант Ірландії — герцог Шрусбері, поставив умовою вступу на посаду звільнення Фіппса разом із його головним союзником на судовій лаві, Річардом Натлі.
На загальних виборах 1713 року Костянтин Генрі Фіппс зобов'язався забезпечити більшість в парламенті Ірландії партії торі: але насправді нова Палата громад була глибоко ворожа йому. Прихильники партії торі також звинуватили його у виборчих заворушеннях у Дубліні. Навесні 1714 року його описували як «стрижень, навколо якого оберталися всі суперечки»: проте будь-які його дії, які були засуджені Палатою громад, знаходили підтримку в Палаті лордів. Петиція Палати громад до королеви Англії з вимогою його усунення супроводжувалася зустрічною петицією від лордів на його захист, яка підкреслювала його лояльність до королеви та встановленої англіканської церкви. Смерть королеви Анни І на початку серпня вирішила проблему, оскільки її наступник король Англії, Шотландії та Ірландії Георг I просто звільнив всіх попередніх своїх ірландських суддів цілком.

### Останні роки
На відміну від деяких своїх колег, Фіппс вийшовши у відставку перебував на дозвіллі і майже не брав участі в політиці. Він виступав на суді над Джорджем Сетоном, V графом Вінтоном, якого звинуватили у державній зраді під час повстання якобітів 1715 року, але головний суддя отримав сувору догану за те, що говорив без дозволу. У 1723 році він допомагав у захисті Френсіса Аттербері, єпископа Рочестера, також за звинуваченням у зраді, але справу не довершив — Костянтин Генрі Фіппс помер у Міддл-Темплі 9 жовтня. Його поховали в Вайт-Волтемі в Беркширі. Пам'ятник йому зробив Вільям Палмер.

### Родина
Костянтин Генрі Фіппс одружився з Кетрін Сойєр — донькою Джорджа Сойєра та онукою сера Роберта Сойєра, що був генеральним прокурором короля Англії Карла II, радником захисту на процесі над сімома єпископами під час правління короля Якова II та спікером Палати громад парламенту Англії. Фіппс і Кетрін мали одинадцятеро дітей, кілька з яких померли в дитинстві. Серед тих, хто дожив до повноліття, були син Вільям і донька Кетрін, що вийшла заміж за полковника Генрі Інголдсбі, депутата парламенту від Лімерика, сина полковника Річарда Інголдсбі. Вільям одружився з леді Кетрін, дочкою Джеймса Еннеслі, ІІІ графа Англсі. Вона була онукою короля Англії Якова II через свою матір, колишню леді Кетрін Дарнлі. Їхнім сином був Костянтин Фіппс — І барон Малгрейв. Наступні покоління Фіппсів отримали титули графів Малгрейв та маркізів Норманбі. І маркіз Норманбі був лорд-лейтенантом Ірландії з 1835 по 1839 рік і, на відміну від свого предка, був популярний серед ірландської громадськості.

## Характер
Про характер Костянтина Генрі Фіппса важко судити: він був неоднозначною постаттю протягом свого життя, і розділив істориків щодо думки про нього. Бартоломей Дугіґґ писав про нього вкрай негативно, а Елрінгтон Болл у остаточному дослідженні ірландського щодо судочинства до 1921 року їдко написав про Костянтина Генрі Фіппса як про людину, що була нерозумною, марнославною, гордовитою, гоноровою, чиї крайні політичні погляди паралізували політичне життя Ірландії та призвели до колапсу влади. З іншого боку, Дж. О'Фланаган у своїй праці про ірландських лорд-канцлерів високо відгукувався про Фіппса як про обдаровану та помірковану людину, яка зробила справжню спробу заспокоїти політичні та релігійні чвари в Ірландії. Він був чудовим юристом і канцлером-реформатором: О'Фланаган хвалить його зусилля, спрямовані на те, щоб зробити судові процеси дешевшими та швидшими, і припускає, що це було однією з причин його непопулярності в колах юристів. У політиці він часто виявляв недалекоглядність, але немає підстав сумніватися в щирості його переконань, які були не більш екстремальними, ніж переконання багатьох його сучасників. Те, що він протримався на посаді лорда-канцлера протягом чотирьох важких років, незважаючи на ворожнечу двох послідовних віце-королів, свідчить про те, що йому не бракувало політичних здібностей. Безсумнівно, він був частково винен у паралічі дублінського уряду, але навряд чи було б справедливо припускати, як вважає Болл, що він несе повну відповідальність за це: справді, всі його дії знайшли своїх прихильників. Якщо у нього були вороги, то у нього також були друзі, і варто відзначити, що і Джонатан Свіфт, і Джордж Берклі добре відгукувалися про нього.